# Cnemaspis kolhapurensis
Espèce
Statut de conservation UICN

 DD  : Données insuffisantes
Cnemaspis kolhapurensis est une espèce de geckos de la famille des Gekkonidae.

## Répartition
Cette espèce est endémique du Maharashtra en Inde.

## Description
Cnemaspis kolhapurensis mesure, queue non comprise, jusqu'à 40 mm.

## Étymologie
Son nom d'espèce, composé de kolhapur et du suffixe latin -ensis, « qui vit dans, qui habite », lui a été donné en référence au lieu de sa découverte, le district de Kolhapur.

## Publication originale
- Giri, Bauer & Gaikwad, 2009 : A new ground-dwelling species of Cnemaspis Strauch (Squamata: Gekkonidae) from the northern Western Ghats, Maharashtra, India. Zootaxa, n. 2164, p. 49–60.